# Знакомство (фильм, 2012)
«Знакомство» (телугу ఇష్క్, Ishq, дословно «Страсть») — индийский фильм режиссёра Викрама Кумара на языке телугу, вышедший в прокат 24 февраля 2012 года. Сюжет рассказывает о двух молодых людях, которые встретились и полюбили друг друга, но преградой на их пути стали давние счёты между парнем и братом девушки. Главные роли исполнили Нитин, Нитья Менон и Аджай. Музыка для фильма написана Анупом Рубенсом, актёры Нитин и Нитья Менон спели по одной песне.
Фильм получил в прокате статус «хит» и принёс создателям две CineMAA Awards и несколько номинаций. Впоследствии был переснят на бенгальском и тамильском языках. На русский язык дублирован по заказу компании Ред Медиа для показа на канале Индия ТВ.

## Сюжет
Фильм начинается со сцены, в которой израненного парня по имени Шива доставляют в госпиталь. Его отец приходит к нему и говорит, что тот сможет вернуться домой только в том случае, если сумеет усмирить свой буйный нрав. Выйдя из больницы, Шива приходит к дому своей возлюбленной Дивьи, только чтобы узнать, что она уже вышла замуж за другого.
Тремя годами позже Рахул, только что сдавший экзамены в колледже, собирается на каникулы в Хайдарабад к своим родителям. Туда же, чтобы навестить своего брата, направляется Прия. В самолёте им достаются соседние кресла. Но перелёт задерживается из-за плохих погодных условий на неопределенное время, на которое пассажиров высаживают в Гоа. Пользуясь случаем, Рахул приглашает Прию на свадьбу своего друга, где представляет её в качестве своей жены. Они прекрасно проводят время вместе, а в заключение Рахул спасает Прию от хулиганов, которые напали на неё, когда она одна вышла погулять на пляж. По прибытии в Хайдарабад двое уже влюблены друг в друга.
Но в аэропорту выясняется, что есть преграда на пути к их счастью. Так как братом Прии оказывается Шива, в то время как Дивья — старшая сестра Рахула. В студенческие годы Шива был безумно влюблён в Дивью, в то время как она не имела ответных чувств и боялась его крутого нрава. Она согласилась на свадьбу по договорённости с другим парнем и получила от его родителей дорогое обручальное кольцо. Когда Шива услышал о помолвке, он отобрал у неё кольцо и выбросил его. Узнав об этом, Рахул пришёл к нему и избивал, пока тому не удалось найти потерянное украшение. Именно после этого Шива попал в больницу и был выгнан из дома. Естественно, с тех пор он ненавидит Рахула.
Сейчас Шива успешный бизнесмен и счастливо женат на Гите. Его отец навещает его, чтобы убедиться, что он действительно изменился. В это же время Рахул рассказывает ему, что влюблён в его сестру. Охваченный яростью Шива сильно избивает парня и возвращается к отцу. Однако избитый Рахул падает прямо перед ними, и отец заставляет Шиву доставить его в больницу, а там пытается выяснить, что произошло. Рахул рассказывает историю о брате своей девушки, который против их отношений, не раскрывая имён. Ему удаётся подружиться с отцом Шивы. Тогда последний угрожает Дивьи, требуя оставить Прию в покое. Рахул рассказывает семье Прии, что он решил оставить свою девушку, так как семья ему дороже. После этого отец Шивы, восхищённый парнем, решает женить его на своей дочери. В итоге Шива обращается к местному криминальному дону с заказом убить Рахула.

## В ролях
- Нитин — Рахул
- Нитья Менон[англ.] — Прия
- Аджай[англ.] — Шива
- Нагиниду[англ.] — отец Шивы и Прии
- Судха[англ.] — мать Шивы и Прии
- Сатья Кришнан[англ.] — Гита, жена Шивы
- Синдху Толани[англ.] — Дивья, сестра Рахула
- Рохини[англ.] — тётя Джая
- Али[англ.] — подставной «Рахул»
- Шриниваса Редди[англ.] — ассистент Шивы
- Рави Пракаш[англ.] — друг Шивы
- Тагуботу Рамеш[англ.] — приятель Рахула
- Ратна Шекхар Редди[англ.] — Раза, однокурсник Рахула
- Суприт Редди[англ.] — криминальный дон Кала
- Дувваси Мохан[англ.] — гость на свадьбе
- Сандхия Джанак — мать Рахула

## Производство
После выхода сверхъестественного триллера 13B Викрам приступил к съемкам научно-фантастической киноленты «24», но через несколько дней проект был приостановлен.
Тогда его посетила идея любовной истории для «Знакомства». Написав сценарий, он обратился к кинооператору П. К. Шрираму и пригласил его к сотрудничеству.
Монтаж фильма осуществлял Шрикар Прасад, а постановку боевых сцен — Виджаян. Диалоги написал Рамеш Самала.
На главную женскую роль режиссёр пригласил Нитью Менон, которую видел раньше в фильме Ala Modalaindi (2011).
Главного героя сыграл Нитин, у которого за предыдущие четыре года не было ни одного успешного фильма.
Музыку для фильма сочинил Ануп Рубенс.
Исполнитель главной роли Нитин написал текст для песни «Lachammaa» совместно с Кришной Чайтаньей.
Фильм снимался в Хайдарабаде, Гоа и Дели, песни — в Кулу Манали и Керале.
В марте 2011 года в Гоа была снята первая сцена.
В августе прошли съёмки в императорских садах Секундерабада, к тому моменту было завершено 80 % фильма.
К октябрю были закончены все основные сцены, за исключением трех музыкальных номеров.
В начале ноября актёры приступили к озвучиванию.
Первоначально премьера фильма была намечена на декабрь 2011, а затем на 10 февраля 2012 года, в то время как аудио-релиз — 15-16 января.

## Саундтрек
Релиз музыкального альбома к фильму состоялся 2 февраля 2012 года.
| №                   | Название                      | Текст песни            | Музыка              | Исполнители                                | Длительность |
| ------------------- | ----------------------------- | ---------------------- | ------------------- | ------------------------------------------ | ------------ |
| 1.                  | «Lachhamma»                   | Нитин, Кришна Чайтанья | Ануп Рубенс         | Ануп Рубенс, Нитин, Мурали, Тагуботу Рамеш | 3:45         |
| 2.                  | «Oh Priya Priya»              | Кришна Чайтанья        | Ануп Рубенс         | Аднан Сами, Нитья Менон                    | 4:22         |
| 3.                  | «Sutiga Choodaku»             | Ананта Шрирам          | Аравинд-Шанкар      | Харихаран, Саиндхави                       | 5:05         |
| 4.                  | «Chinnadana Neekosam»         | Кришна Чайтанья        | Ануп Рубенс         | Радж Хасан, Ануп Рубенс, Сравани           | 3:42         |
| 5.                  | «Edho Edho»                   | Ананта Шрирам          | Аравинд-Шанкар      | Прадип Виджай, Кальяни Наир                | 4:32         |
| 6.                  | «Lachhamma» (Rubens Club Mix) |                        |                     |                                            | 2:29         |
| Общая длительность: | Общая длительность:           | Общая длительность:    | Общая длительность: | Общая длительность:                        | 24:55        |

## Критика
| Рейтинги           | Рейтинги                                                                                |
| Издание            | Оценка                                                                                  |
| ------------------ | --------------------------------------------------------------------------------------- |
| The Times of India | 2 из 5 звёзд · 2 из 5 звёзд · 2 из 5 звёзд · 2 из 5 звёзд · 2 из 5 звёзд                |
| Rediff.com         | 2,5 из 5 звёзд · 2,5 из 5 звёзд · 2,5 из 5 звёзд · 2,5 из 5 звёзд · 2,5 из 5 звёзд      |
| Idlebrain.com      | 3,25 из 5 звёзд · 3,25 из 5 звёзд · 3,25 из 5 звёзд · 3,25 из 5 звёзд · 3,25 из 5 звёзд |
| 123telugu.com      | 3,25 из 5 звёзд · 3,25 из 5 звёзд · 3,25 из 5 звёзд · 3,25 из 5 звёзд · 3,25 из 5 звёзд |
| Sify.com           | 3,5 из 5 звёзд · 3,5 из 5 звёзд · 3,5 из 5 звёзд · 3,5 из 5 звёзд · 3,5 из 5 звёзд      |

Все кинокритики в числе главных достоинств фильма особо отмечают операторскую работу П. К. Шрирама, в остальном отзывы смешанные.
Суреш Кавираяни из The Times of India сказал, что «фильм разочаровывает из-за его плохого изложения, отсутствия надлежащего сценария и фактора развлекательности, ожидаемого от фильма Толливуда».
Сангита Деви из The Hindu заключила, что хорошая игра актёров, работа оператора и музыка делают фильм достойным просмотра, добавив, что «Ishq имеет и свои недостатки. Будь то студенты колледжа Святого Стефана, водитель авторикши в Дели или сотрудники аэропорта в Гоа, каждый говорит на телугу. Фильм пытается подняться выше заурядных романтических комедий, но тем не менее идет по наиболее безопасному пути».
В отзыве на CNN-IBN, напротив, говорилось, что «несмотря на недостатки, Ishq является выигрышным фильмом, и он будет привлекать все группы зрителей».
По мнению Радхики Раджамани из Rediff.com, данная «история любви предсказуема, хотя были сделаны попытки, чтобы дать ей новый ход в некоторых сценах».
123telugu.com описал фильм, как «сильную и красивую историю любви», заметив однако, что он «проседает местами из-за некоторых нелогичных сцен, предсказуемого изложения и медленного темпа».
Idlebrain.com отметил, что неплохо было бы сжать вторую половину.
Sify заключил, что «предшествующие интервалу романтические эпизоды, привлекательная ведущая пара и их взаимодействие, и хорошие диалоги сделали фильм интересным. Несмотря несовершенную вторую половину, Ishq, в целом, стоит смотреть».
Oneindia также отметил, что сила фильма в первой половине и развязке.
А IndiaGlitz назвал его развлечением для детей.

## Награды и номинации
| Награды и номинации | Награды и номинации            | Награды и номинации                  | Награды и номинации | Награды и номинации | Награды и номинации |
| Дата                | Награда                        | Категория                            | Номинант            | Результат           | Ссылка              |
| ------------------- | ------------------------------ | ------------------------------------ | ------------------- | ------------------- | ------------------- |
| 15 июня 2013        | CineMAA Awards                 | Лучшая операторская работа           | П. С. Шрирам        | Победа              | [ 23 ]              |
| 15 июня 2013        | CineMAA Awards                 | Лучшая женская роль                  | Нитья Менон         | Победа              | [ 23 ]              |
| 20 июля 2013        | Filmfare Awards South (Телугу) | Лучшая мужская роль                  | Нитин               | Номинация           | [ 24 ]              |
| 12—13 сентября 2013 | SIIMA Awards (Телугу)          | Лучший фильм                         |                     | Номинация           | [ 25 ]              |
| 12—13 сентября 2013 | SIIMA Awards (Телугу)          | Лучшая режиссура                     | Викрам Кумар        | Номинация           | [ 25 ]              |
| 12—13 сентября 2013 | SIIMA Awards (Телугу)          | Лучшая мужская роль второго плана    | Аджай               | Номинация           | [ 25 ]              |
| 12—13 сентября 2013 | SIIMA Awards (Телугу)          | Лучшая женская роль второго плана    | Синдху Толани       | Номинация           | [ 25 ]              |
| 12—13 сентября 2013 | SIIMA Awards (Телугу)          | Лучшее исполнение комической роли    | Али                 | Номинация           | [ 25 ]              |
| 12—13 сентября 2013 | SIIMA Awards (Телугу)          | Лучшая операторская работа           | П. С. Шрирам        | Номинация           | [ 25 ]              |
| 2 марта 2017        | Nandi Awards                   | Лучший фильм для семейного просмотра |                     | Победа              | [ 26 ]              |
| 2 марта 2017        | Nandi Awards                   | Лучшая мужская роль второго плана    | Аджай               | Победа              | [ 26 ]              |

## Ремейки
- 2014 — Akhire Akhire — фильм на языке ория режиссера Сушанта Мани с Бабушаном и Джхилик Бхаттачария в главных ролях[27].
- 2015 — Aashiqui — индо-бангладешский фильм на бенгальском языке режиссёра Ашока Пати[англ.] с Анкушем Хазра[англ.] и Нусрат Фария Мазхар[англ.] в главных ролях[28].
- 2015 — Uyire Uyire — тамильский фильм режиссёра А. Р. Раджашекхара с Хансикой Мотвани и Сиддху (сыном Джаяпрады) в главных ролях[29].